# 特里波尼亚努斯
特里波尼亚努斯（Τριβωνιανός 485年？-542年）知名拜占庭法学家、顾问，东罗马帝国皇帝查士丁尼一世统治时期负责修订拜占庭帝国法典《民法大全》
。特里波尼亚努斯生于潘菲利亚的西代，曾接受良好教育。